# Amaro de Azevedo Gomes
Amaro Justiniano de Azevedo Gomes ComC • OA • ComA (Piedade, Lajes do Pico, 19 de Janeiro de 1852 — Lisboa, 3 de Dezembro de 1928) foi um militar da Armada Portuguesa e político republicano que fez parte do Governo Provisório da República Portuguesa no cargo de Ministro da Marinha e do Ultramar.

## Biografia
Filho de António de Ávila Gomes e de sua esposa, Maria José de Azevedo, ambos também naturais da freguesia da Piedade. Era irmão de Manuel de Azevedo Gomes (1847-1907), também oficial da Armada Portuguesa.
Assentou praça na Armada em 1873 e, depois de frequentar o curso da Escola Naval, foi promovido a guarda-marinha (1875). Iniciou então uma carreira naval que o levou  a segundo-tenente em 1879, a primeiro-tenente em 1885, a capitão-tenente em 1891, a capitão-de-fragata em 1901 e a capitão-de-mar-e-guerra em 1908.
Nas suas funções navais, prestou serviço em múltiplas unidades militares, incluindo nas colónias ultramarinas em África. Entre outros cargos regeu a Escola de Pilotagem em Macau, foi instrutor na Escola Prática de Artilharia, comandou várias canhoneiras, foi subdirector da Cordoaria Nacional (1908-1910), chefiou o Departamento Marítimo do Centro, capitaneou por várias vezes o porto de Angra do Heroísmo e foi presidente do Conselho de Guerra da Marinha.
Quando prestava serviço em Macau, desposou, a 9 de Agosto de 1882, Lília Carlota Gonzaga de Melo, filha de António Alexandrino de Melo, segundo barão do Cercal.
Integrou o Governo Provisório da República Portuguesa formado imediatamente após a implantação da República Portuguesa (Outubro de 1910), exercendo o cargo de Ministro da Marinha e do Ultramar no período de 7 de Outubro de 1910 a 3 de Setembro de 1911.
Nas primeiras eleições parlamentares realizadas após a implantação da República (1911), foi eleito deputado pelo círculo eleitoral de Lisboa Ocidental. Em 1921 foi eleito Senador do Congresso pelo círculo de Angra do Heroísmo, sendo nesse ano eleito vice-presidente do Senado. Foi Senador pela Horta em 1915, 1917 e 1921.
Em 1912 foi julgado em Conselho de Guerra por ter encalhado o Cruzador Almirante Reis, sendo absolvido. Passou ao Quadro Auxiliar em 1917, e requereu a aposentação em 1922.
Foi membro do Partido Unionista, mantendo-se, após a fusão deste com o Partido Evolucionista, no Partido Liberal Republicano.
Recebeu várias condecorações, entre elas a de Comendador da Ordem de Cristo (1894), a de Oficial da Ordem de Avis (1895) e a de Comendador da mesma Ordem (1909).